# Ehemalige Herrnhuter Brüdergemeine in Norden (Ostfriesland)

Gottesdienstsaal der Herrnhuter Gemeine Norden um 1800
Er befand sich im 1. Stock des Hotels Heeren-Logement, Am Markt 49

Die Geschichte der ehemaligen Herrnhuter Brüdergemeine in Norden (Ostfriesland) reicht bis in die Regierungszeit des letzten ostfriesischen Fürsten Carl Edzard (1734–1744) zurück. Ihre Auflösung erfolgte am 13. Februar 1898 durch Beschluss der verbliebenen Gemeindemitglieder. Die an der Westseite des Norder Marktplatzes gelegene Herrnhuter Kapelle ging zu Anfang des 20. Jahrhunderts in das Eigentum der Evangelisch-reformierten Kirchengemeinde Lütetsburg-Norden über. Sie wurde 1970 abgerissen und durch den Neubau eines reformierten Gemeindezentrums ersetzt.

## Geschichte

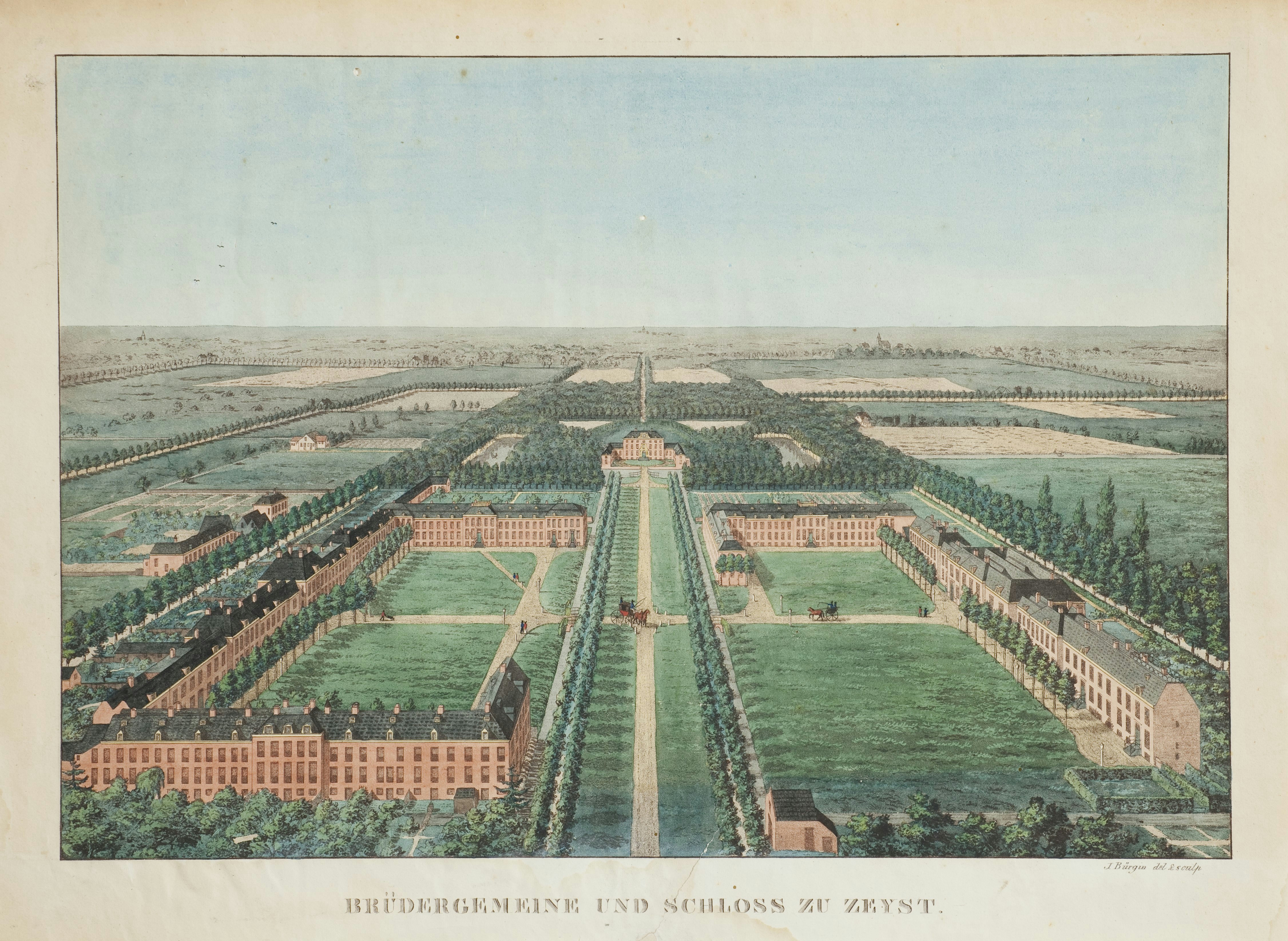
Kolonie der Zeister Brüdergemeine

Mennonitenpastor Johannes Deknatel (Kupferstich von Cornelis van Noorde)

Erste Anhänger der Herrnhuter Bewegung lassen sich in Norden bereits für 1738 nachweisen. Der Norder Stadtchronist Ufke Cremer vermutete, dass es sich dabei um Handwerker aus dem niederländischen Zeist sowie aus der Schweiz gehandelt hat. Während es in der Schweiz um diese Zeit noch keine Herrnhuter Gemeine gab, hatte sich in s´Heerendijk bei IJsselstein bereits 1736 eine Herrnhuter Gemeinschaft konstituiert. Sie war die erste europäische Brüdergemeine außerhalb von Herrnhut und diente den Missionaren als sogenanntes „Posthaus“ und als Zwischenstation auf dem Weg nach Übersee. Ab 1745 übernahm diese Funktion die neugegründete Brüdergemeine im nur 25 Kilometer entfernten Zeist, wohin die Mitglieder der s´Heerendijker Kolonie bis 1760 in Etappen umzogen. Zwischen den Herrnhutern in Norden und in Zeist bestanden in den ersten Jahrzehnten rege Verbindungen. So begaben sich zum Beispiel im Frühjahr 1755 Norder „Freunde und Brüder“ auf die nach damaligen Verhältnissen beschwerliche Reise nach Zeist, um dort mit dem aus England zurückgekehrten Grafen Nikolaus Ludwig von Zinzendorf, dem Begründer der Herrnhuter Bewegung, mehrere Wochen zu verbringen.
Eine wichtige Rolle bei den herrnhuterischen Anfängen in Norden spielte der Mennonitenprediger Johannes Deknatel. Der gebürtige Norder war ab 1720 Hilfsprediger und fünf Jahre später Inhaber einer Predigerstelle der Mennonitengemeinde Amsterdam. 1736 kam es dort zu einer Begegnung zwischen ihm und Zinzendorf. Sie führte dazu, dass sich Deknatel der herrnhuterischen Theologie öffnete, ohne seine mennonitischen Grundüberzeugungen aufzugeben. Ende der 1730er Jahre richtete er im Haus seiner in Norden wohnhaften Schwester, einer verwitweten Blaupot, einen Hauskreis ein, aus dem sich 1742 regelmäßige gottesdienstliche Zusammenkünfte entwickelten. Ort der Gottesdienste war ein angemieteter Saal im Hotel Heeren-Logement. Das Hotel befand sich Am Markt 49 (heute: Evangelisch-reformiertes Pfarramt und Gemeindebüro) und konnte 1776 von der Brüdergemeine käuflich erworben werden. 1748 konstituierte sich der Herrnhuter Kreis als Sozietät und ab 1757 – verbunden mit der Einführung ihres ersten Predigers am 7. Mai 1757 – als Stadtgemeine Norden. Das letztgenannte Datum galt den Norder Herrnhutern in der Folgezeit als offizieller Gründungstag ihrer Gemeinde. Dies bestätigt auch eine Gedenktafel, die ihren ursprünglichen Platz in der Herrnhuter Kapelle hatte und heute im Alten Rathaus, dem Norder Heimatmuseum, zu besichtigen ist.
Das Gemeindeleben konnte sich in der sogenannten „ersten preußischen Zeit“ (1744–1807) frei von staatlichen Repressionsmaßnahmen entfalten, was wohl auf die besonderen Privilegien zurückzuführen ist, die das Königreich Preußen den Herrnhutern gewährt hatte. Für 1773 kann sogar die Einrichtung einer eigenen Schule belegt werden. In den von Christian Gottlieb Frohberger herausgegebenen Briefen über Herrnhut und die evangelische Brüdergemeine heißt es: „Zu Norden in Ostfriesland ist auch eine kleine Brüdergemeine, die ihr öffentliches Versammlungshaus hat und daselbst in ungestörter Freiheit ihren Gottesdienst hält.“ In den zeitgenössischen Ortsbeschreibungen und Reisehandbüchern werden die Norder Herrnhuter gleichberechtigt neben den anderen Kirchen und der jüdischen Synagogengemeinde erwähnt. So heißt es zum Beispiel in Baedekers Handbuch für Reisende: „Fünf christliche Gemeinden verschiedener Confessionen, darunter Mennoniten und Herrnhuter, leben hier sammt einer israelitischen Gemeinde friedlich nebeneinander.“ Im Mai 1848 stellte die Herrnhuter Stadtgemeine zweimal pro Woche die Räumlichkeiten ihres Gemeindezentrums Am Markt 48 einer „Strick-, Näh- und Spinnschule für bedürftige Mädchen“ zur Verfügung. Träger dieser sozialen Einrichtung war der Norder Frauenverein, dem ausschließlich die Ehefrauen führender Norder Persönlichkeiten als Mitglieder angehörten. Das Amt der Vereinspräsidentin hatte ab 1858 Peta van Hülst, Ehefrau des Mennonitenpredigers Laurenz van Hülst, inne.
Anfang der 1860er Jahre verkaufte die Herrnhuter Gemeine einen Teil ihres Anwesens an die Stadt Norden. Das ehemalige Hotel Heeren-Logement wurde abgerissen und an seiner Stelle die sogenannte Marktschule errichtet. Sie löste die erheblich zu klein gewordene Lutherische Klassenschule an der Ludgeri-Kirche ab und diente knapp 100 Jahre den Kindern aus dem südlichen und südwestlichen Teil der Stadt Nordens als Volksschule. Heute befindet sich an ihrer Stelle das Norder Haus des Handwerks. Die Herrnhuter errichteten in den Folgejahren auf dem Grundstück nebenan (Am Markt 48) eine kleine Kapelle, die am 7. November 1876 ihrer Bestimmung übergeben wurde. Es handelte sich bei ihr um einen schlichten turmlosen Kirchbau im neoromanischen Stil. Nach Abriss der alten Norderneyer Inselkirche im Jahr 1878 wurde deren Orgel von Arnold Rohlfs aus dem Jahr 1842 nach Norden umgesetzt. Nur wenig mehr als zwei Jahrzehnte diente das Gebäude den Herrnhutern als Gotteshaus. Am 13. Februar 1898 löste sich die Herrnhuter Stadtgemeine Norden durch einen Gemeindebeschluss selbst auf. Die Kapelle ging 1905 in den Besitz der Evangelisch-reformierten Kirchengemeinde Norden-Lütetsburg über und diente ihr rund 65 Jahre als städtische Filiale ihres weit abseits vom Stadtzentrum Nordens gelegenen Gotteshauses. Auch die Landeskirchliche Gemeinschaft nutzte die ehemalige Herrnhuter Kapelle gastweise für ihre wöchentlichen Gemeinschaftsstunden. Der letzte Gottesdienst fand am 2. August 1970 statt. Anfang der 1970er Jahre wurde sie abgerissen und durch einen doppelstöckigen Flachbau, dem heutigen reformierten Gemeindehaus Am Markt 48, ersetzt.

## Prediger der Stadtgemeine Norden
In den im Herrnhuter Unitätsarchiv vorhandenen Akten befindet sich eine Liste von 17 Predigern (Gemeinhelfer, Gemeindiener), die zwischen 1757 und 1898 der Stadtgemeine Norden als Seelsorger und Verkündiger dienten. Unter ihnen war auch der vor allem als Kirchenlieddichter bekannte Carl Bernhard Garve (1763–1841) sowie der Jung-Stilling-Vertraute Johann Gottlieb Erxleben (1762–1818).

### Überblick
Die Norder Prediger stammten, was ihre Geburtsorte angeht, nicht nur aus den deutschen Staaten. Unter ihnen finden sich Geistliche mährischer, dänischer, schweizerischer und sogar grönländischer Herkunft. Nicht alle übernahmen das Norder Predigeramt mit Begeisterung. So schrieb der Gemeinhelfer Friedrich Christian Cunow (1751–1829) in seiner Autobiographie: „Im Jahr 1780 wurde ich als Arbeiter und Prediger des Gemeinleins zu Norden in Ostfriesland berufen, welchen Antrag ich zwar blöde, im Gefühl meiner Armuth und Schwachheit, aber im Vertrauen auf den Herrn, dessen Kraft in den Schwachen mächtig ist, freudig aus Seiner Hand annahm.“ Für andere Geistliche spielten im Blick auf den Dienstantritt in Norden eher praktische Erwägungen eine Rolle. Christian August Stegmann (1732–1809) zum Beispiel wollte seiner „kränkelnden“ Ehefrau eine beschwerliche Überlandreise nach Amsterdam, wohin er eigentlich berufen war, ersparen. Die Unitäts-Ältesten-Conferenz schlugen daraufhin vor, mit dem bereits erwähnten Prediger Cunow die Dienstorte zu tauschen. Anders als nach Amsterdam konnte für das Ehepaar Stegmann die Reise nach Norden „meist zu Wasser gemacht werden“.

### Liste der Prediger
| Von  | bis  | Name                             | Biographische Anmerkungen |
| ---- | ---- | -------------------------------- | --- |
| 1761 | 1770 | Heinrich Nitschmann              | Nitschmann wurde am 15. September 1712 in Kunewalde (Mähren) geboren, er verstarb am 4. Juli 1770 in Niesky. |
| 1770 | 1780 | Heinrich Georg Gerner            | Gerner wurde am 6. Oktober 1717 in Viborg (Jütland) geboren, er starb am 13. März 1800 in Christiansfeld. |
| 1780 | 1783 | Christian Friedrich Cunow        | Cunow wurde am 15. Februar 1751 in Halenbeck in der Priegnitz geboren, wo er auch am 5. März 1829 verstarb. |
| 1783 | 1790 | Christian August Stegmann        | Stegmann wurde am 29. September 1732 in Halle geboren; er verstarb am 27. Dezember 1809 in Niesky. |
| 1790 | 1791 | Johann Ulrich Willy              | Willy wurde am 14. August 1732 in Thusis (Graubünden) geboren und starb am 6. Juni 1815 in Ebersdorf (Thüringen). Wegen seines Gesundheitszustandes bat er schon nach einem Jahr um seine Abberufung aus Norden. |
| 1791 | 1793 | Lorenz Wilhadus Fabricius        | Fabricius wurde am 17. Juli 1760 in Humptrup geboren. Nach seinem kurzen Dienst in Norden war er Prediger der Herrnhuter Brüdergemeine in Berlin und Zeist. 1810 wurde er von der Synode in die Kirchenleitung der Brüdergemeine gewählt und 1814 zum Bischof ordiniert. Er starb noch während seines Dienstes in der Kirchenleitung am 17. März 1840 in Berthelsdorf. |
| 1793 | 1797 | Christian Gotthelf Ike (Icke)    | Ike wurde am 1. September 1710 in Deutsch Ossig geboren; er verstarb am 20. November 1771 in Stockholm. |
| 1797 | 1799 | Johann Gottlieb Erxleben         | Erxleben wurde 1762 geboren und verstarb 1818. Er pflegte eine umfangreiche Korrespondenz mit Johann Heinrich Jung-Stilling. |
| 1799 | 1801 | Johann Hermann Philipp Hammerich | |
| 1801 | 1801 | Carl Bernhard Garve              | Garve wurde 1763 in Jeinsen geboren. Er verstarb 1841 in Herrnhut. Bekannt wurde er vor allem als Kirchenlieddichter. Ab 1809 folgte ein zweiter Aufenthalt Garves in Norden. |
| 1801 | 1809 | Johannes Nielsen                 | |
| 1809 | 1810 | Carl Bernhard Garve              | Garve wechselte im Sommer 1810 zur Herrnhuter Stadtgemeine in Berlin. |
| 1811 | 1836 | Jakob Friedrich Plessing         | Plessing initiierte 1812 erbauliche Zusammenkünfte in Leer, die bis etwa 1819 stattfanden. |
| 1837 | 1850 | Samuel Brunner                   | Brunner wurde am 19. März 1782 in Oberkulm in der Schweiz geboren. Nach seinem Dienst als Missionar der Brüder-Unität auf Antigua und Barbados (1821–1835) wurde er 1837 nach Norden berufen, setzte sich 1850 in Herrnhut zur Ruhe und starb dort am 21. Juni 1853.                                                                                                   |
| 1852 | 1856 | Johannes Ernst Mentzel           | |
| 1856 | 1874 | Heinrich Bernhard Schopmann      | |
| 1875 | 1896 | Ferdinand Conrad Ludwig Maasberg | |
| 1896 | 1898 | Wilhelm Heinrich Fürstenberg     | |

## Wirkungen
Die Mitgliederzahl der Herrnhuter Stadtgemeine Norden lag selten über 30, dennoch hat sie in den fast 160 Jahren ihres Bestehens für die Wirtschaft der ostfriesischen Kleinstadt sowie für das kirchliche Leben in Ostfriesland eine nicht zu unterschätzende Bedeutung gehabt. Sie brachte „tüchtige Gewerbetreibende und erwünschte Handwerker“ niederländischer und Schweizer Herkunft nach Norden. Dazu gehörten Gerber, Seifensieder, Roßmüller, Brauer, Uhrmacher, Schneider und Schuster, aber auch Händler und Kaufleute.
Beim Blick auf den kleinen Mitgliederkreis darf der große Kreis von Freunden der Herrnhuter Bewegung nicht übersehen werden. Die Freunde blieben Mitglieder ihrer angestammten Kirchen, trafen sich aber an verschiedenen Orten Ostfrieslands zu privaten Erbauungszusammenkünften und wurden in ihrem Glauben und Leben von der Herrnhuter Frömmigkeit geprägt. Ein Beispiel dafür ist der bereits erwähnte Mennonitenprediger Johannes Deknatel. Neben dem Einsatz der Herrnhuter Missionare waren es vor allem die Literaturarbeit sowie das reichhaltige geistliche Liedgut der Herrnhuter, das Menschen mit der Brüdergemeine in Kontakt brachte. Darüber hinaus wirkte sich auch „die Aktivität der Herrnhuter auf dem Gebiet der äußeren Mission“ befruchtend auf die landeskirchlichen Gemeinden Ostfrieslands und ihre Verbände aus. Sowohl die 1798 gegründete ostfriesische Missionssocietät zum Senfkorn als auch die Ostfriesische Evangelische Missionsgesellschaft wurden nicht unwesentlich von den Herrnhutern beeinflusst. In den ersten Jahrbüchern dieser Gesellschaften finden sich umfassende Berichte über das missionarische Engagement der Brüdergemeine in Grönland, Labrador, in Westindien, Suriname und unter den Indianern in den Vereinigten Staaten. Kollekten, die man in den lutherischen und reformierten Gemeinden Ostfrieslands für diese Missionsarbeit zusammenlegte, wurden über den Prediger der Herrnhuter Gemeine Norden ihrem Zweck entsprechend weitergeleitet.
Auch die deutschen Baptisten, deren erste Gemeinde 1834 in Hamburg gegründet worden ist, sind von der Herrnhuter Frömmigkeit nicht unbeeinflusst geblieben und haben in ihrer Frühzeit manche prägenden Persönlichkeiten aus den Kreisen der Brüdergemeine rekrutiert. Dazu gehörte Gottfried Wilhelm Lehmann, der neben Johann Gerhard Oncken und Julius Köbner zu den Gründervätern des deutschen Baptismus zählt. Bereits in seiner Jugend, die er zum Teil als Sattler-Lehrling im ostfriesischen Leer verbrachte, geriet er unter den Einfluss der Herrnhuter Bewegung. Er gehörte zu einem Konventikel junger Männer und besuchte die bereits erwähnten häuslichen Erbauungsversammlungen. In seinem Notizbuch finden sich eine Reihe von Namen aus dem Freundes- und Mitgliederkreis der Brüdergemeine, darunter auch der des bereits genannten Norder Predigers Jakob Friedrich Plessing. Dass Lehmann 1830 seinen späteren Täufer Johann Gerhard Oncken in Berlin kennenlernte, geschah durch die Vermittlung gemeinsamer Freunde aus dem ostfriesischen Kreis der Herrnhuter. Während Oncken für die calvinistische Prägung der damals jungen baptistischen Bewegung sorgte, brachte Lehmann seine Herrnhuter Anschauungen ein, deren Spuren bis heute noch erkennbar sind.